# Koríkovo
Koríkovo (en rus: Кориково) és un poble de l'óblast de Vladímir, segons el cens del 2010 tenia 30 habitants. Pertany al districte municipal de Mélenki.